# Convolvulus fatmensis
Convolvulus fatmensis är en vindeväxtart som beskrevs av Gustav Kunze. Convolvulus fatmensis ingår i släktet vindor, och familjen vindeväxter. Inga underarter finns listade i Catalogue of Life.